# Biston thoracicaria
Biston thoracicaria es una especie de polilla de la familia Geometridae. La especie fue descrita por primera vez por Charles Oberthür en 1884 y se puede encontrar distribuido en Asia Oriental. Los sintipos de la especie fue descrita en Manchuria y Sidemi, Rusia.

## Descripción
Es una polilla grande con una envergadura de 40 milímetros (1,6 plg). Tiene cierto parecido con otra especie de la región, Jankowskia athleta. Sus cuatro alas son grises lijadas con átomos marrones, especialmente en los dos tercios basales, cruzadas desde el borde costal hasta el borde anal por dos líneas onduladas y negruzcas.
Sus antenas son bipectinadas. Las alas posteriores son algo más pálidas en los tres cuartos basales, las líneas transversales parecen ser continuaciones de las de las alas anteriores, y hay un punto negro en la zona medial. La parte inferior es gris pálido y está teñida y nublada con gris oscuro. Las alas anteriores tienen una marca discal negruzca. Las alas posteriores tienen una mancha discal negra precedida por un tono transversal oscuro.

## Distribución
La especie se ha descrito en amplia distribución en Asia, incluyendo Rusia, Japón, Corea del Norte y Corea del Sur y las provincias de China Pekín, Hebei, Shandong, Henan, Shaanxi, Gansu, Jiangsu, Zhejiang, Hubei y Yunnan.